# Deltocephalus nigriventer
Deltocephalus nigriventer är en insektsart som beskrevs av Sanders och Delong 1917. Deltocephalus nigriventer ingår i släktet Deltocephalus och familjen dvärgstritar. Inga underarter finns listade i Catalogue of Life.